# Claudio Tolomei
Claudio Tolomei (né en 1492 à Asciano, et mort le 23 mars 1556 à Rome) était un prélat, un universitaire, un traducteur et un philologue italien du XVIe siècle.

## Biographie
Claudio Tolomei naquit d’une ancienne famille, à Asciano, Sienne, en 1492. Destiné au barreau, il étudia le droit, et prit les degrés de docteur. On ignore les motifs qui le portèrent à y renoncer ; mais on sait qu’il voulut être ensuite publiquement dépouillé de son laurier doctoral. En 1516, il se rendit à Rome où il se rapprocha du parti papal, qui méditait la perte de Sienne. On croit que Tolomei fut de l’expédition dirigée contre cette république, en 1526. Banni de sa patrie, il s’attacha de plus en plus à la cause de Rome, et entra au service d’Hippolyte de Médicis, qu’il suivit à Bologne. En 1532, il se rendit à Vienne pour régler les intérêts de ce cardinal. Privé (1535) de cet appui, il accepta les offres de Pierre-Louis Farnèse, qui, par ses débauches, était devenu un objet de mépris pour tout le monde. Tolomei, qui ne voyait en lui que le fils du pape, s’estima très heureux d’appartenir à un tel maître. Il employa tous les moyens pour eu gagner la faveur et il en obtint une place de magistrat dès que Paul III eut posé sur la tête de cet homme dissolu la couronne de Parme. Effrayé par le meurtre de son protecteur, Tolomei alla chercher un abri à Padoue, où il donna un cours de morale, d’après les principes d’Aristote, comptant parmi ses élèves le jeune Felice Figliucci. Il y apprit bientôt (1549) sa nomination à l’évêché de Corsola, et non pas de Toulon, comme l’a cru Ugurgieri. Ses compatriotes, oubliant ses torts envers eux, le mirent au nombre des seize citoyens chargés de réformer les lois de leur pays. Tolomei ne fut pas moins sensible à cette marque d’estime qu’il l’avait été en recevant l’avis de son rappel (1546). Il prit part aux travaux de cette assemblée, présidée par le cardinal Fabio Mignanelli et il y appuya l’opinion de ceux qui croyaient devoir s’en tenir à la protection d’une puissance étrangère. Envoyé auprès de Henri II, pour resserrer les nœuds entre Sienne et la France, il lui fit un Discours au nom de ses compatriotes et resta auprès de ce monarque jusqu’à la fin de 1554. En revenant de cette mission, il mourut, à Rome, le 23 mars 1555. Rempli de zèle pour les progrès des lettres, il fonda les académies de la Vertù et de lo Sdegno, destinées à propager les bonnes études. La première, parmi quelques pratiques ridicules, prit à tâche d’éclaircir le texte de Vitruve. On peut lire, dans les ouvrages de Tolomei, une Lettre où il trace la méthode à suivre dans ce travail, et dont on pourrait encore profiter de nos jours. Ce sont peut-être les seules pages raisonnables qu’il ait écrites. Engagé dans une dispute avec le Trissin, il lui reprocha l’inutilité des nouveaux signes dont ce littérateur voulut enrichir l’alphabet italien. Il l’accusa même, avec autant d’injustice que d’aigreur, de s’être approprié les travaux de l’académie des Intronati de Sienne, qui, d’après lui, avaient été les premiers à discuter ce point. Embrassant avec ardeur les questions les plus futiles, il composa un lourd Dialogue pour examiner quel nom l’on donnerait à une langue qu’on parlait depuis tant de siècles. On en avait proposé plusieurs, chacun desquels trouvait des apologistes. Le Trissin et Muzio auraient voulu qu’elle s’appelât italienne ; Varchi et Bembo, florentine ; Celso Cittadini, Bellisario Bulgarini, Scipione Bargagli, siennoise ; d’autres, vulgaire, taudis que Tolomei s’efforçait de lui obtenir le titre de toscane. Ces débats furent aussi longs qu’animés et ils n’eurent d’autre résultat que de laisser chacun libre dans son choix. Ou ne fut pas plus heureux dans les changements qu’on se flatta d’introduire dans les règles de la poésie italienne. Désespérant de s’élever à la perfection des grands modèles, on essaya de tous côtés d’inventer de nouveaux mètres, pour échapper, disait-on, à la monotonie et à l’imitation. On fît des vers de douze, de quatorze, de seize et jusqu’à dix-huit syllabes. Au milieu de tant d’essais malheureux, parurent les hexamètres elles pentamètres de Tolomei, qui prétendit soumettre la poésie italienne aux principes de la versification latine. Il eut d’abord quelques imitateurs, mais l’oreille, le seul bon juge de tout ce qui a rapport à l’harmonie, fit bientôt justice de cette innovation, qui, dans le siècle précédent, avait déjà échoué entre les mains de Leon Battista Alberti.

## Œuvres

De le lettere

- Delle lettere nuovamente aggiunte (à l’alphabet italien) : libro di Adriano Franci intitolato il Polito. Rome (1524) , in4°. C’est une réfutation de l’ouvrage du Trissin, sur le même sujet. Tolomei s’est caché sous le nom de Franci.
- Orazione (à Clément VII) della pace, ibid., 1534, in-4°.
- Versi e regole della nuova poesia toscana, ibid., 1539, in-4°, avec le portrait de Tolomei.
- Lettere libri sette, Venise, 1547, in-4° ; traduit en français par Vidal, Paris, 1572, in-8°. Les académiciens de la Crusca citent la réimpression de 1559, in-8°, moins complète que l’édition originale.
- Due Orazioni in, lingua toscana : accusa e difesa contra Leon segretario, di segreti svelati, Parme, 1548, in-4°. C’est un exercice de rhéteur sur un crime imaginaire.
- Orazione recitata ad Enrico II a Compiègne, il mese di dicembre, 1552, Lyon, 1553, in-8°, suivi de quelques Sonnets en l’honneur de madame Marguerite de France : trad. en français, Paris, 1553, in-4°.
- Il Cesano, dialogo net quale si disputa del nome, col quale si dee ragionevolmente chiamare la lingua volgare, Venise, 1555, in-4°. Cesano est le nom d’un compatriote de l’auteur, qui fut aumônier de Catherine de Médicis. L’abbé Iacopo Morelli a rendu compte, dans un journal italien intitulé : il Poligrafo (Milan, 1812, nos 19 et 20), d’un petit ouvrage inconnu à tous les bibliographes, et dans lequel Tolomei établit un dialogue entre Ange Politien et Giasone Del Maino. Il est intitulé : De corruptis verbis juris civilis.